# پرینسبرگ (مینه‌سوتا)
پرینسبرگ، مینه‌سوتا (به انگلیسی: Prinsburg, Minnesota) یک شهر در ایالات متحده آمریکا است که در شهرستان کندیوهای، مینه‌سوتا واقع شده‌است.

## خصوصیات
پرینسبرگ ۲٫۵۹ کیلومترمربع مساحت و ۴۹۷ نفر جمعیت دارد و ۳۳۵ متر بالاتر از سطح دریا واقع شده‌است.